# Léa Serna
Léa Serna, née le 31 octobre 1999 à Aubagne (Bouches-du-Rhône), est une patineuse artistique française, qui concourt en individuel. Elle est triple championne de France (2021, 2022 et 2023). Elle a rejoint en 2023 le club des Français Volants de Paris et s’entraîne aujourd'hui au sein de l'équipe d’entraînement Michael Hunt et Robert Dierking à Oberstdorf.

## Biographie

### Saison 2013/2014
À la saison 2013/2014, Léa Serna a fait ses débuts[citation nécessaire] au Grand Prix junior, lors l'étape à Košice (Slovaquie) en septembre, en se classant 18e avec 104,88 points.
Durant cette saison, elle a également fait ses débuts aux championnats de France de niveaux junior et senior, en se classant 6e au niveau junior et 9e au niveau senior.

### Saison 2014/2015
À la saison 2014/2015, Léa remporte la médaille d'argent aux championnats de France de niveau junior et la médaille de bronze aux championnats de France de niveau senior.
En janvier 2015, elle représente la France au Festival olympique d'hiver 2015 de la jeunesse européenne, en remportant la médaille de bronze.
En mars 2015, elle fait ses débuts aux championnats du monde juniors, en se classant 20e.

### Saison 2016/2017
En décembre 2016, Léa se classe 5e aux championnats de France 2017 de niveau senior.
En mars 2017, elle participe à nouveau aux championnats du monde juniors, en se classant 38e.

### Saison 2017/2018
En novembre 2017, elle remporte la médaille d'argent à la Coupe Denkova et Staviski.
Durant cette saison, elle remporte la médaille d'or aux championnats de France de niveau junior et sa deuxième médaille de bronze aux championnats de France de niveau senior.

### Saison 2018/2019
En novembre 2018, Léa fait ses débuts au Grand Prix ISU de niveau senior, lors des Internationaux de France, en se classant 11e avec 149,49 points.
En décembre, elle se classe 4e aux championnats de France 2019 de niveau senior.

### Saison 2019/2020
En novembre 2019, elle participe à nouveau aux Internationaux de France et se classe 8e avec 166,02 points et 3e aux championnats de France. C'est aussi, lors de cette saison, qu'elle change de club et d'entraineur pour rejoindre le Brian Joubert Poitiers Glace.

### Saison 2020/2021
Léa Serna remporte en février 2021 sa première médaille d'or aux Championnats de France à Vaujany.

### Saison 2021/2022
Pour la seconde année consécutive, Léa Serna remporte en décembre 2022 un nouveau titre de championne de France. Elle participe à ses premiers championnats du Monde à Montpellier et se classe 29e.

### Saison 2022/2023
Devenue, une troisième année consécutive championne de France de patinage artistique, Léa Serna change de club et rejoint le club des Français Volants de Paris.

## Palmarès
| Compétition                                                                           | 2014    | 2015    | 2016    | 2017    | 2018    | 2019    | 2020    | 2021    | 2022    | 2023    | 2024    | 2025    |  |  |
| Jeux olympiques d'hiver                                                               |         |         |         |         |         |         |         |         |         |         |         |         |  |  |
| Championnats du monde                                                                 |         |         |         |         |         |         | CA      |         | 29e     |         |         |         |  |  |
| Championnats d’Europe                                                                 |         |         |         |         |         |         | 16e     | CA      | 11e     | 26e     |         | 11e     |  |  |
| Championnats de France                                                                | 9e      | 3e      | F       | 5e      | 3e      | 4e      | 3e      | 1re     | 1re     | 1re     | 3e      | 2e      |  |  |
| Championnats du monde juniors                                                         |         | 20e     |         |         | 38e     |         |         |         |         |         |         |         |  |  |
|                                                                                       |         |         |         |         |         |         |         |         |         |         |         |         |  |  |
| Grand Prix ISU                                                                        | 2013/14 | 2014/15 | 2015/16 | 2016/17 | 2017/18 | 2018/19 | 2019/20 | 2020/21 | 2021/22 | 2022/23 | 2023/24 | 2024/25 |  |  |
| Skate America                                                                         |         |         |         |         |         |         |         |         |         |         |         | 11e     |  |  |
| Trophée de France                                                                     |         |         |         |         |         | 11e     | 8e      | CA      | 11e     | 9e      | 7e      | 11e     |  |  |
| Trophée NHK                                                                           |         |         |         |         |         |         |         |         |         |         | 11e     |         |  |  |
| Légende : F = Forfait ; CA = Compétitions annulées à cause de la pandémie de Covid-19 |         |         |         |         |         |         |         |         |         |         |         |         |  |  |